# 宁春红
宁春红（1968年1月21日—），中国女子国际象棋棋手、教练，女子特级大师。
宁春红于1985年在达卡举办的第三届亚洲女子国际象棋锦标赛上获得亚军。1992年，夺得在比利时举行的世界大学生国际象棋锦标赛女子冠军。1997年，宁春红获得女子国际大师称号。2001年，晋升为女子特级大师。后来，她作为天津队的教练与棋手征战中国国际象棋甲级联赛，2013年带队夺得了联赛冠军，使天津队成为了北京、山东、上海之后第四支联赛冠军队伍。